# Kontikia (Laubenfelsia) ventrolineata
Kontikia (Laubenfelsia), Kontikia ventrolineata, Parakontikia ventrolineata
Sous-genre
Espèce
Kontikia (Laubenfelsia) ventrolineata, unique représentant du sous-genre Kontikia (Laubenfelsia), est une espèce invasive de vers plats terrestres du genre Kontikia et de la famille des Geoplanidae (sous-famille des Rhynchodeminae).
Parakontikia ventrolineata (du genre Parakontikia, dans la même sous-famille) et Kontikia ventrolineata sont des synonymes couramment employés de Kontikia (Laubenfelsia) ventrolineata. 

## Description
Il s'agit d'un ver fin avec des extrémités pointues ; il mesure de 1 à 5 cm de long. Il est de couleur brun-vert foncé et son dos est parcouru d'une bande plus claire avec une nervure noire centrale.

## Écologie et comportement

### Comportement
Parakontikia ventrolineata affectionne les trous creusés dans les fruits, notamment les fraises.

### Reproduction
Sa reproduction est sexuée. Ses « cocons de ponte » ont la forme de petites boules noires d'environ 3-4 mm.

## Aire de répartition

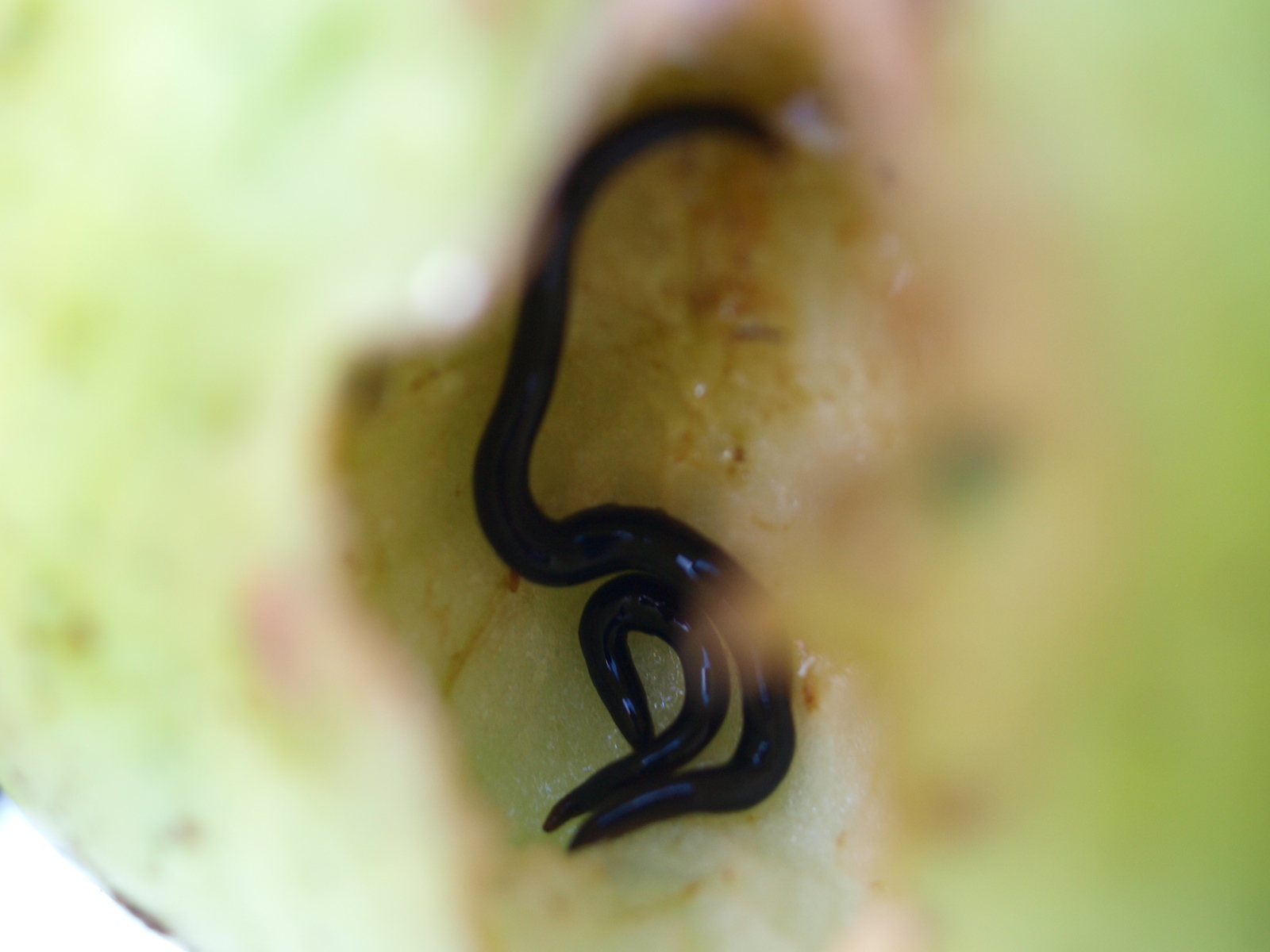
Deux probables spécimens dans une pomme ramassée à Bohars, en France.

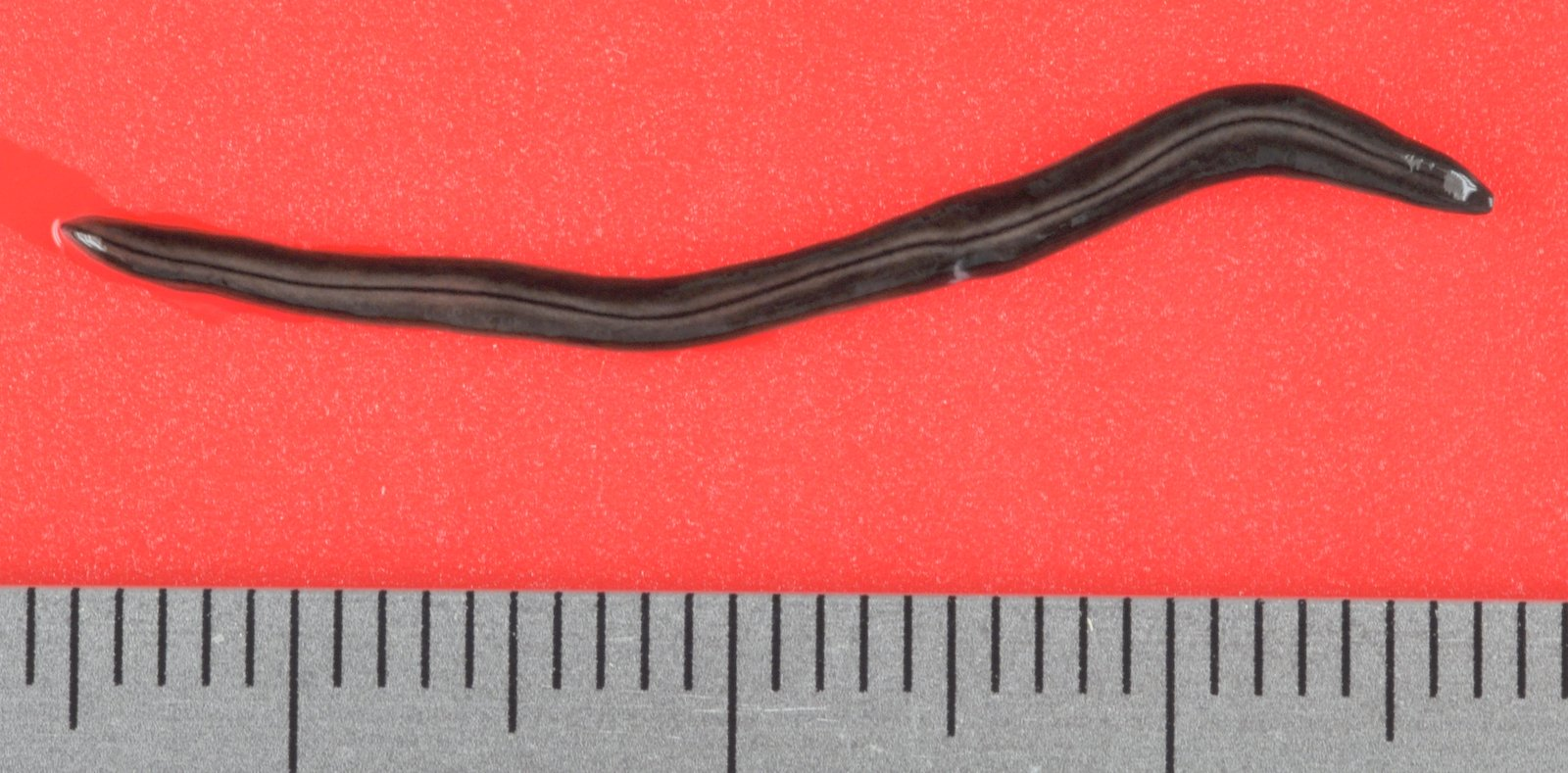
Comparatif de taille entre Parakontikia ventrolineata (spécimen MNHN JL56) et une règle.

Ce ver plat n'a pas d'origine certaine. Il a été découvert dans une pépinière à St-Kilda, en Australie (bien que son indigénéité ne soit pas assurée). Parakontikia ventrolineata a depuis été introduit aux États-Unis et au Royaume-Uni (Angleterre) d'où il a été introduit en France (notamment dans le Finistère et dans le midi).

## Taxinomie
Cette espèce a été décrite pour la première fois en 1892 par le zoologiste britannique Arthur Dendy. La localité type est une pépinière de St-Kilda, en Australie.
Les noms valides complets avec auteur des taxons cités sont :
- sous-genre Kontikia (Laubenfelsia) Ogren, Kawakatsu & Froehlich, 1993 ;
- espèce Kontikia (Laubenfelsia) ventrolineata (Dendy, 1892) ;
- espèce Parakontikia ventrolineata (Dendy, 1892).

### Synonymes
D'après World Register of Marine Species (23 janvier 2024), Kontikia (Laubenfelsia) ventrolineata a pour synonymes :
- Geoplana ventrolineata Dendy, 1891 ;
- Kontikia (Laubenfelsia) mexicana (Hyman, 1939) ;
- Kontikia ventrolineata Dendy, 1892.

À noter que cette base de données ne classe pas Parakontikia ventrolineata (Dendy, 1892) comme un synonyme de Kontikia (Laubenfelsia) ventrolineata, bien que Parakontikia soit un synonyme de Kontikia. D'après cette source, Parakontikia ventrolineata (Dendy, 1892) reste dans le genre Parakontikia et a pour synonymes :
- Geoplana mexicana Hyman, 1939 ;
- Kontikia mexicana (Hyman, 1939).

La Turbellarian taxonomic database a, quant à elle, choisi le nom d'espèce Kontikia ventrolineata Dendy, 1892 comme nom valide et indique que Parakontikia ventrolineata, Kontikia mexicana, et Kontikia (Laubenfelsia) ventrolineata sont des synonymes de cette espèce.

#### Pour le sous-genreKontikia (Laubenfelsia)
- (en) Catalogue of Life : Kontikia (Laubenfelsia) Ogren, Kawakatsu & Froehlich, 1993 (consulté le 23 janvier 2024)
- (fr + en) ITIS : Kontikia (Laubenfelsia) Ogren, Kawakatsu and E. M. Froehlich, 1993 (consulté le 23 janvier 2024)
- (en) WoRMS : Kontikia (Laubenfelsia) Ogren, Kawakatsu & Froehlich, 1993 (+ liste espèces) (consulté le 23 janvier 2024)

#### Pour l'espèceKontikia (Laubenfelsia) ventrolineata
- (en) Catalogue of Life : Kontikia (Laubenfelsia) ventrolineata (Dendy, 1892) (consulté le 23 janvier 2024)
- (en) WoRMS : espèce Kontikia (Laubenfelsia) ventrolineata (Dendy, 1892) (consulté le 23 janvier 2024)
- (en) Animal Diversity Web : Kontikia ventrolineata (consulté le 15 juillet 2014).
- (en) BioLib : Kontikia ventrolineata (Dendy, 1892) (consulté le 15 juillet 2014).
- (fr + en) EOL : Kontikia ventrolineata (Dendy 1892) (consulté le 15 juillet 2014).

- Ressources relatives au vivant :   - EU-nomen
  - European Nature Information System
  - Fauna Europaea
  - Global Biodiversity Information Facility
  - iNaturalist
  - Interim Register of Marine and Nonmarine Genera
  - Invasive Species Compendium
  - NBN Atlas
  - New Zealand Organisms Register
  - Système d'information taxonomique intégré
  - TAXREF (INPN)
  - World Register of Marine Species

#### Pour l'espèceParakontikia ventrolineata
- (en) Catalogue of Life : Parakontikia ventrolineata (Dendy, 1892) (consulté le 23 janvier 2024)
- (fr + en) EOL : Parakontikia ventrolineata (Dendy 1892) (consulté le 23 janvier 2024)
- (fr + en) GBIF : Parakontikia ventrolineata (Dendy, 1892) (consulté le 23 janvier 2024)
- (fr) INPN : Parakontikia ventrolineata (Dendy, 1892) (TAXREF)  (consulté le 23 janvier 2024)
- (en) IRMNG : Parakontikia ventrolineata (Dendy, 1892) (consulté le 23 janvier 2024)
- (fr + en) ITIS : Parakontikia ventrolineata (Dendy, 1892) Non valide (consulté le 23 janvier 2024)
- (en) NCBI : Parakontikia ventrolineata (taxons inclus) (consulté le 23 janvier 2024)
- (en) OEPP : Parakontikia ventrolineata   (Dendy)   (consulté le 23 janvier 2024)
- (en) Taxonomicon : Parakontikia ventrolineata (Dendy, 1892) (consulté le 23 janvier 2024)
- (en) WoRMS : espèce Parakontikia ventrolineata (Dendy, 1892) (consulté le 23 janvier 2024)